# 조나단 파웰
조나단 파웰(Jonathan Farwell, 1932년 1월 9일 ~ )은 미국의 배우, 텔레비전 배우이다.
랜싱에서 태어났다.

## 영화
- 최민수의 어쌔씬 코드 (2011년)
- 워쳐스 대습격 2 (1990년)
- C.H.U.D. II - 버드 더 추드 (1989년)
- 더 영 앤 더 레스트리스 (1973년)